# Nikolaus Simrock
Nikolaus Simrock (Mainz, 23 d'agost de 1751 - Bonn, 12 de juny de 1832) fou un músic alemany.
El 1789 entrà com a concertista de corn en la capella del príncep elector, a Bonn, de la qual Beethoven, llavors de dinou anys, era pianista acompanyant, però l'any següent deixà el càrrec per fundar una casa editorial de música a Bonn, que arribà a ser una de les més importants d'Alemanya, sobretot per la publicació d'obres de Beethoven i de les cartes que el mestre escriví a Simrock.
El seu fill Peter Joseph, mort el 1868, el succeí en el negoci, que dirigí fins a la seva mort. Frederic August fill de l'anterior (1838-1901), traslladà el 1870 la casa a Berlín, i Johann nebot i successor de Frederic August, convertí el negoci el 1902 en una societat anònima i creà sucursals a París i Londres.